# Фишерова райска вдовица
Фишерова райска вдовица (Vidua fischeri) е вид птица от семейство Viduidae.

## Разпространение
Видът е разпространен в Етиопия, Кения, Сомалия, Судан, Танзания, Уганда и Южен Судан.